# Sarnya Parker

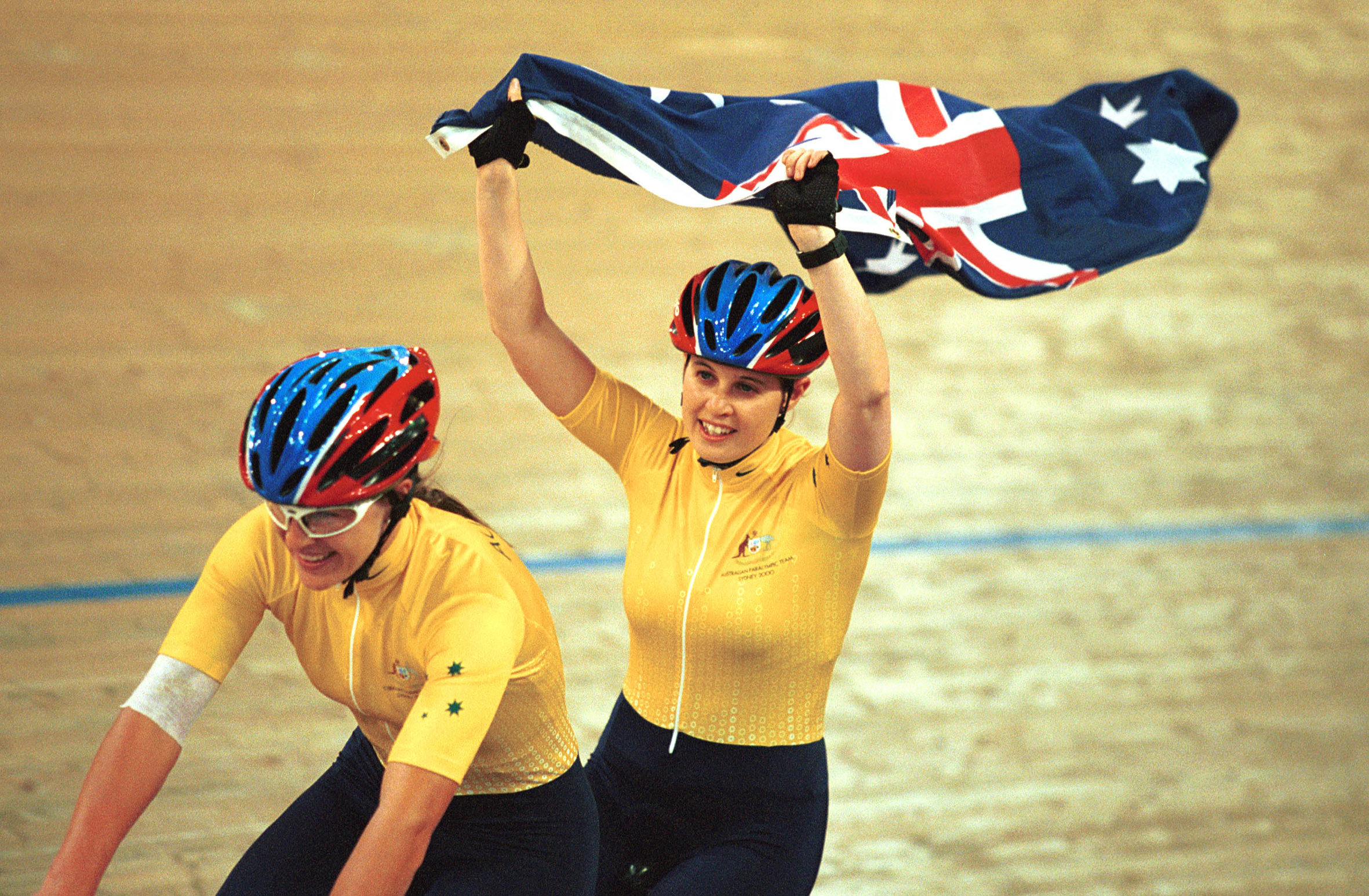
Parker ondea la bandera australiana en el Abierto de persecución individual tándem de los Juegos Paralímpicos de Verano de 2000 después de ganar el oro con su compañera de ciclismo Tania Modra (piloto)

Sarnya Marie Parker (Loxton, 6 de junio de 1975) es una ciclista tándem paralímpica australiana con discapacidad visual.

## Biografía
Nació en la ciudad australiana de Loxton. Antes de comenzar el ciclismo en tándem paralímpico, era una de las diez pentatletas mejor clasificadas a nivel nacional. Ganó una medalla de oro en salto de longitud en los Juegos FESPIC de 1999 en Tailandia.  
Dieciocho meses antes de los Juegos de Sídney 2000, la ciclista tándem paralímpica con discapacidad visual Kieran Modra la convenció de cambiar del atletismo al ciclismo debido a las limitadas oportunidades en el antiguo deporte para los deportistas paralímpicos. Él le presentó a su hermana, Tania Modra, a pesar de la falta de experiencia competitiva en ciclismo de esta última, y ella se convirtió en piloto de Parker. Ganó dos medallas de oro para Australia junto a Modra en los Juegos de Sídney 2000 en la carrera de 1   km por carretera y 3000   m persecución, por la cual recibió una Medalla de la Orden de Australia; la pareja rompió el récord mundial en ambos eventos. En 2000, recibió una medalla deportiva australiana. Desde 2009, un sendero a orillas del río de Loxton lleva su nombre.